# Euphorbia bravoana
Euphorbia bravoana és una espècie de planta fanerògama que pertany a la família de les Euphorbiaceae.

## Descripció

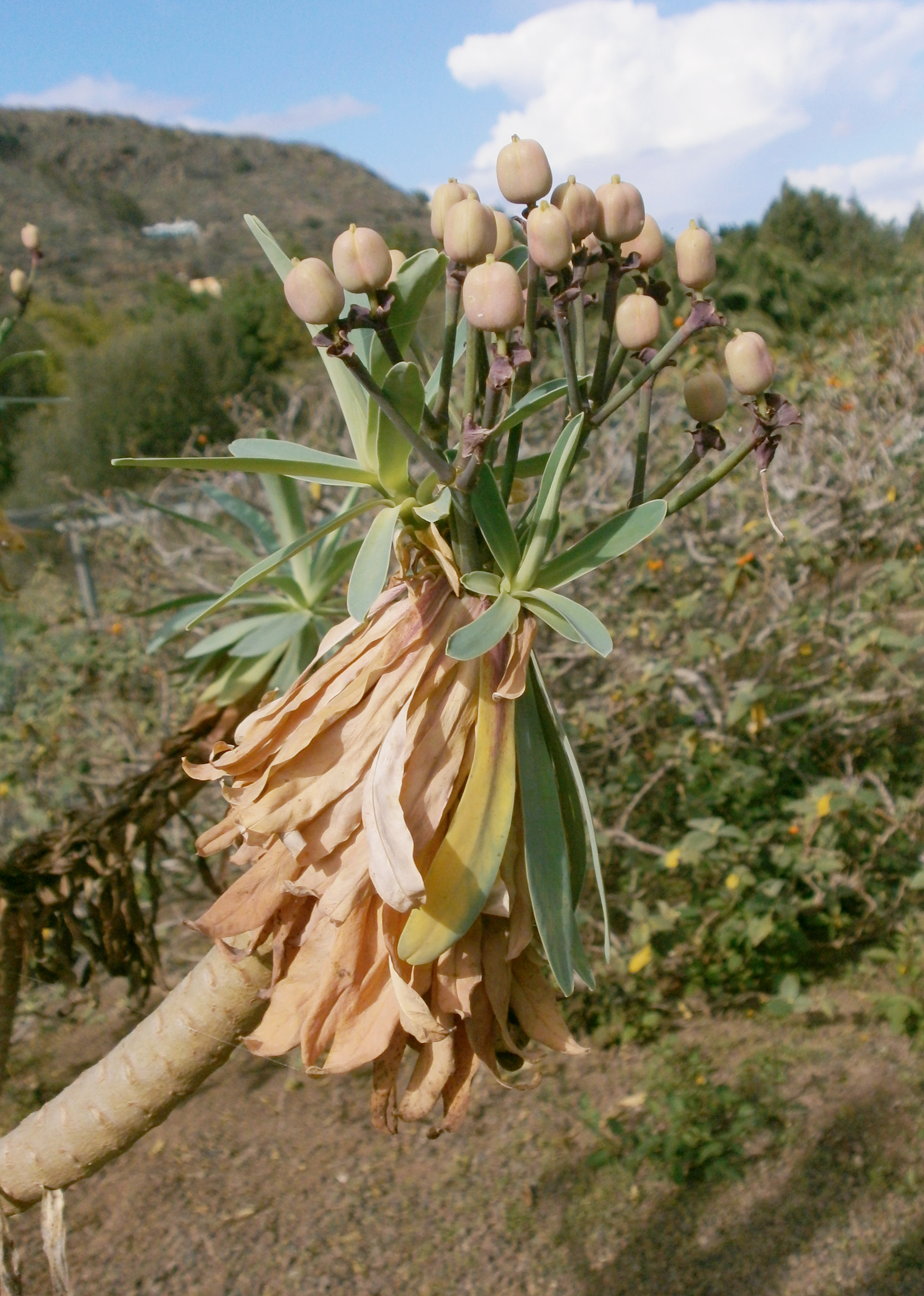

És un arbust perennifoli de fins a dos metres d'altura i que compta amb un nombre d'efectius reduït. Té les fulles carnoses i les flors a raïms terminals.
Segons l'AFA és una planta vulnerable. Es troba molt relacionada amb Euphorbia atropurpurea de Tenerife.

## Distribució
És endèmica de les Illes Canàries on es troba a La Gomera.

## Taxonomia
Euphorbia bravoana va ser descrita per Eric Ragnor Sventenius i publicat al Boletín del Instituto Nacional de Investigaciones Agronómicas 14: 30, 33. 1954.
Etimologia
Euphorbia: nom genèric que deriva del metge grec del rei Juba II de Mauritània (52 a 50 aC - 23), Euphorbus, en el seu honor – o en al·lusió al seu gran ventre – ja que s'emprava mèdicament Euphorbia resinifera. El 1753 Carl Linné va assignar el nom a tot el gènere.
bravoana: epítet atorgat per Eric Ragnor Sventenius al seu gran amic Ventura Bravo.